# ПАСАРС-16
ПАСАРС-16 је хибридни против-авиoнски самоходни артиљеријско-ракетни систем кратког домета, који је први пут приказан јавности 2017. године. Намењен је за одбрану копнених јединица, аеродрома, командних центара, важних објеката и инсталација од дејства софистицираних ниско летећих циљева. Ефикасан је и за уништавање циљева на земљи и води. Израђен је у Војнотехничком институту у сарадњи са неколико компанија, међу најзначајнијима је Фабрика ФАП, Југоимпорт СДПР. Овај самоходни ракетно-артиљеријски систем осмислио је Војнотехнички институт (ВТИ). Израду хидраулике и завршну интеграцију је извршила фирма Србоауто и то у рекордном року од 10 дана. Систем је смештен на оклопљеној шасији ФАП 2026БС/АВ са 6x6 погоном, Оклопљена турела се налази на задњем делу оклопног возила на којој је интегрисан топ од 40мм Бофорс као и две ракете кратког домета РЛН-ИЦ са инфрацрвеним самонавођењем. Систем се лако користи како у примарној употреби на циљеве у ваздуху тако и на циљеве на земљи.
Израда овог система је намењена за трупну ваздухопловну одбрану и заштиту важних објекта односно области на земљи. За сада је још увек на бази прототипа али се очекује даље истраживање и развој. Даљи развој би можда могао да обезбеди неке од недостатака овог система типа: недостатка неког одређеног осматрачког радара, могућност смештања ракета у одговарајући контејнер, побољшан СУВ топа и друго.

## Намена
Према књизи Спасоја Смиљанића „Дејства АРЈ РВ и ПВО за време агресије" са ПАТ-ом 40мм Л-70 Бофи извршено је 130 гађања са 7164 испаљених граната током НАТО агресије на СР Југославију. Погођене су 2 беспилотне летелице, 7 крстарећих ракета и 2 „велика пројектила". По „процени елемената и услова гађања" погођено је и 2 авиона. Агресор је уништио 2 топа Л-70.
ПАСАРС је намењен за заштиту копнених јединица Војске Србије, првенствено за заштиту оклопно-механизованих и артиљеријско-ракетних јединица, и за дејство у ваздушном простору на малим висинама на противничке јуришно-бомбардерске, ловачко- бомбардерске и транспортно-десантне авионе, борбене и транспортно-десантно хеликоптере, „COIN" авијацију, беспилотне борбене и извиђачке летелице, као и на крстареће ракете и пројектиле.

## Карактеристике
ПАСАРС-16 поседује савремену електронику за вођење, такође поседује четири хидрауличне стопе чиме се омогућава стабилно гађање. Заштита овог оклопног возила износи: (STANAG 4569 ниво I).

### Карактеристике наоружања
На платформи возила формуле погона 6x6 са оклопљеном кабином биће инсталиран ПАСАРС-16 опремљен шведским топом „бофорс” калибра 40mm и ракетама РЛН-ИЦ 170 домаће производње и, другу верзију, односно систем представљаће МТУ-4М који ће бити опремљен ЛПРС „Стрела-2М" и „Игла-Шило", совјетске тј. руске производње, док ће трећи систем који ће бити могуће такође интегрисати на платформи возила представљати ракете „мистрал 3” француске производње. Сва ова три система представљају скупа нову трупну ПВО Војске Србије који ће бити увезани преко командног места, који је повезан са модернизованим радаром „Жирафа".

#### Карактеристике топа
Топ карактерише са изразито прецизним гађањем како у појединачној ватри тако и рафалним пуцањем, што га чини погодним за извршавање дејсва на циљеве.
- Бофорс 40мм топ.
- Брзина пуцања из топа износи 300 метака по једној минути.
- Елевација топа износи од -4 до 90 степени.
- Максимални домет топа по даљини износи 3,7 km.
- Максимални домет топа по висини износи 3,5 km.

#### Карактеристике ракета
Ракете РЛН-ИЦ x 2 су делимично базиране и конструисане на руским односно некад совјетским ракетама ваздух-ваздух Р-13М. Ракета РЛН-ИЦ има потпуно нови мотор, нову бојеву главу, близински упаљач као и модернизовану инфрацрвену главу за самонавођење, систем је такође добио и ТОМС оптоелектронске станице.
- Максимални домет ракета по даљини износи 12 km.
- Максимални домет ракета по висини износи 8 km.
- Једна ракета је тешка 115кг.
- Брзина ракете је 800м по секунди.

## Опрема
ПАСАРС-16 има уграђен систем сателитске навигације (ГПС), такође има уграђени аутоматски пуњач, систем за везу са командом батерије, такође је опремљен модификованим радарским системом Жирафа.

## Корисници
- Србија - 5 Батерија овог система је испоручено Војсци Србије, у току испорука додатних система[4].